# Andrônico Ducas (general sob Leão VI)
Andrônico Ducas (português brasileiro) ou Andrónico Ducas (português europeu) ou Duque (em grego: Ἀνδρόνικος Δούκας/Δούξ, m. 910) foi um general e rebelde bizantino dos séculos IX e X, ativo durante o reinado do imperador Leão VI, o Sábio (r. 886–912). Foi o primeiro membro ilustre da família Ducas a alcançar proeminência como general. Aparece em 904, quando participou de uma campanha bem-sucedida contra tropas árabes próximo a cidade de Germaniceia. Em 906, em vista de supostamente estar correndo risco de vida, recusou-se a juntar suas tropas com aquelas de Himério, que à época estavam estacionadas no mar Egeu à espera de uma frota árabe.
Ciente da falsidade das alegações, partiu para o Oriente, onde capturou a fortaleza de Cabala. Permaneceu alguns meses aquartelado com sua família e séquito pessoal no forte, e foi cercado por tropas bizantinas. Ele foi libertado por um contingente árabe, que ajudou-o a escapar rumo a capital do Califado Abássida, Bagdá. Ciente disse, Leão VI enviou-lhe uma mensagem secreta garantindo-lhe salvo-conduto para que retornasse ao Império Bizantino, porém ela foi interceptada com ajuda de Samonas, o que acarretou na prisão e conversão forçada de Andrônico ao islamismo. Ele viria a morrer pouco depois. 

## Biografia

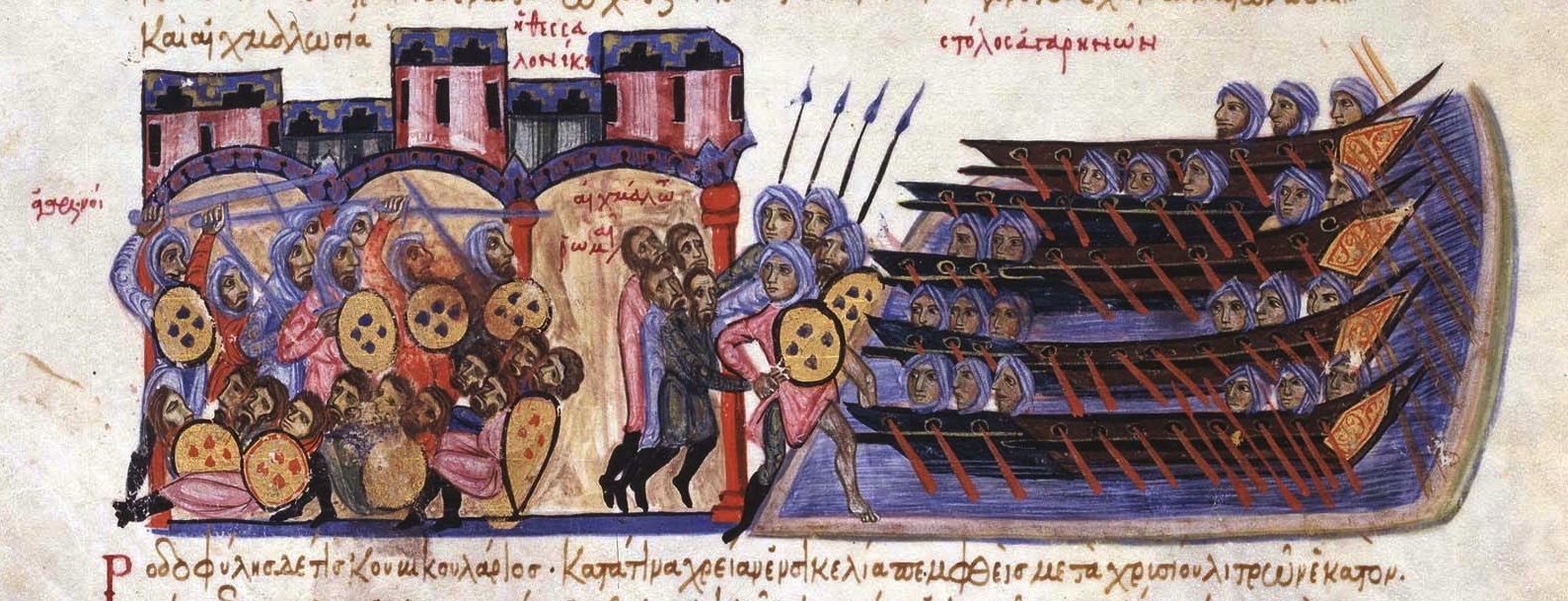
Saque de Salonica de 904. Iluminura do Escilitzes de Madri.

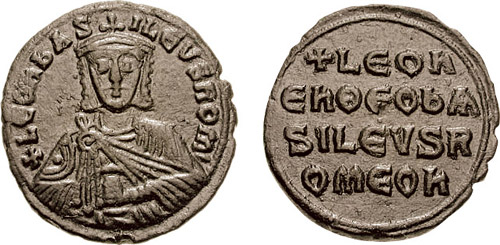
Fólis de r.

Andrônico Ducas é o primeiro membro proeminente da família Ducas de que se sabe alguns detalhes. Possivelmente o filho do primeiro Ducas registrado, um oficial ativo em cerca de 855, nada se sabe de sua origem e o início de sua vida. Andrônico aparece pela primeira vez nas fontes em 904, quando já era detentor do título de patrício e um general. Junto com Eustácio Argiro, realizou campanha contra os árabes e conseguiu uma grande vitória sobre as forças combinadas de Mopsuéstia e Tarso, nas proximidades de Germanícia, em novembro ou dezembro de 904. Alexander Vasiliev sugere que esta campanha foi possivelmente travada em retaliação ao saque árabe de Salonica, a segunda maior cidade do Império Bizantino, poucos meses antes. Provavelmente após sua vitória, ele foi elevado à categoria de doméstico das escolas, ou seja, comandante-em-chefe do exército bizantino.
Em 906, ele foi enviado para a costa ocidental do mar Egeu para unir forças com a frota comandada por Himério, a fim de enfrentar uma grande expedição naval árabe. Andrônico, contudo, estava relutante em cumprir, temendo por sua segurança: ele tinha recebido cartas de Constantinopla advertindo-o que Himério tinha recebido ordens de capturá-lo e cegá-lo. Na verdade, os cronistas afirmam que essas cartas haviam sido enviadas através das maquinações de Samonas, o eunuco de origem árabe do imperador Leão. Samonas tinha um rancor pessoal contra a família Ducas desde que o filho de Andrônico, Constantino, o havia capturado durante uma tentativa de fugir para sua terra natal alguns anos antes. Os pedidos repetidos de Himério para se juntar a ele só fizeram-no mais desconfiado, e ele firmemente recusou-se a embarcar no navio do almirante. No evento, em 6 de outubro, Himério com suas próprias forças garantiu uma importante vitória sobre a frota árabe. Com a notícia desta, Andrônico, tendo desobedecido às ordens do imperador bizantino, retirou-se para leste com sua família e dependentes e capturou a fortaleza de Cabala, próxima de Icônio.

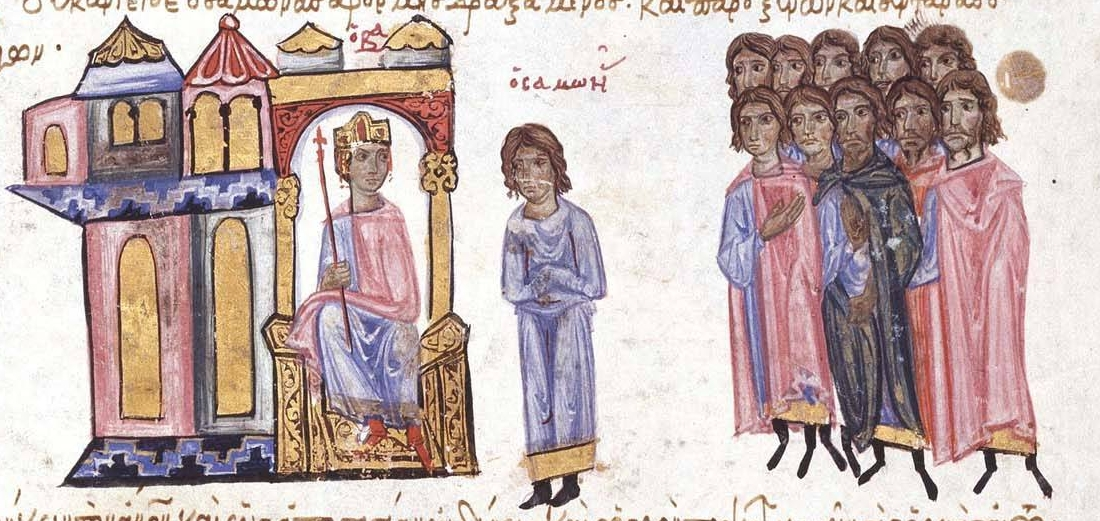
Eunuco Samonas persuadindo o imperador contra Andrônico Ducas. Miniatura do Escilitzes de Madri.

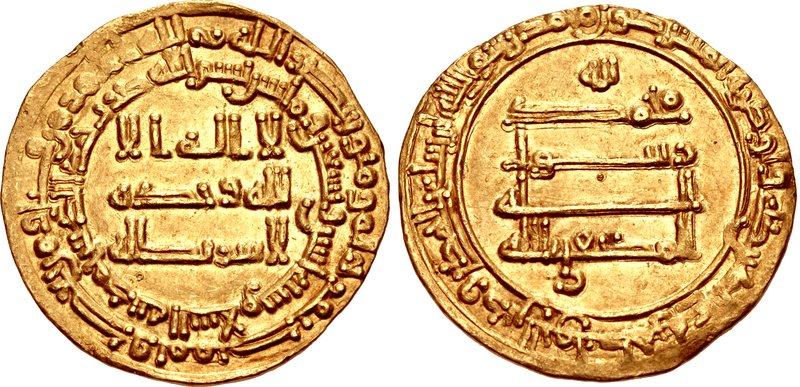
Dinar de ouro do califa Almoctafi r.

Lá ele manteve-se por seis meses, enquanto Leão enviou o novo doméstico das escolas, Gregoras Iberitzes, um parente por casamento dos Ducas, para persuadi-lo a se render. Contudo, quando Andrônico ouviu as notícias da deposição de seu amigo, o patriarca Nicolau Místico (fevereiro de 907), a quem ele havia colocado as esperanças de mediação, resolveu fugir e pedir ajuda aos árabes. Em meados da primavera de 907, uma força árabe liderada por Rustum ibne Bardu veio em seu auxílio e quebrou o cerco em torno de Cabala. Escoltado pelos árabes, Andrônico e sua família cruzaram a fronteira, indo primeiro para Tarso e finalmente para a capital abássida, Bagdá. A fuga de Andrônico Ducas representou um episódio peculiar: vários estudiosos, como Alexander Vasiliev e Romilly Jenkins, consideram como evidência de uma conspiração contra Leão, que incluía o patriarca Nicolau Místico e talvez também o almirante Eustácio. Outros, tais como Demetrios Polemis e Shaun Tougher, rejeitam isso, explicando-o em termos de rivalidade com o poderoso Samonas, e consideram as ações de Andrônico como sendo de caráter puramente defensivo, em vista de sua posição insustentável na recusa de cooperar com Himério.
Apesar de deserção de Andrônico — ou por causa disso, considerando que Leão de Trípoli e Damião de Tarso, os oponentes dos bizantinos mais perigosos do período, foram renegados bizantinos — Leão estava determinado a recuperá-lo. Simpatias pessoais também desempenharam um papel: é evidente que Leão estava vinculado a seu general, e até mesmo escreveu um poema de lamentação de sua deserção. Por conseguinte, o imperador enviou-lhe uma mensagem secreta escondida dentro de uma vela, garantindo seu retorno seguro. Samonas, contudo, conseguiu fazer com que ela caísse nas mãos do vizir do califa Almoctafi (r. 902–908), desmoralizando o general aos olhos dos árabes. Andrônico foi preso em Bagdá e forçado a converter-se ao islamismo. Ele provavelmente morreu ali pouco depois. Seu filho Constantino, contudo, conseguiu escapar de Bagdá e voltar para o império, onde foi perdoado por Leão e adquiriu algumas atribuições militares. As carreiras de Andrônico e Constantino, que em 913 também arquitetou uma tentativa mal sucedida para apossar-se do trono que lhe custou a vida, entraram na lenda folclórica e forneceram os modelos de dois personagens do poema épico Digenis Acritas.